# 北新川駅
北新川駅（きたしんかわえき）は愛知県碧南市久沓町四丁目にある、名古屋鉄道三河線の駅。駅番号はMU08。
manacaが使用可能である。

## 歴史
- 1914年（大正3年）2月5日 - 三河鉄道の駅として開業[1]。
- 1941年（昭和16年）6月1日 - 三河鉄道が名古屋鉄道に合併。同社三河線の駅となる。
- 1947年（昭和22年）6月 - 駅舎改築[2]。
- 1977年（昭和52年）5月25日 - 貨物営業廃止[3]。
- 1984年（昭和59年）3月16日 - 北新川変電所新設[4]。
- 2005年（平成17年）
  - 8月25日 - 駅集中管理システム導入により無人駅となる。
  - 9月14日 - 「トランパス」導入。
- 2011年（平成23年）2月11日 - ICカード乗車券「manaca」供用開始。
- 2012年（平成24年）2月29日 - トランパス供用終了。

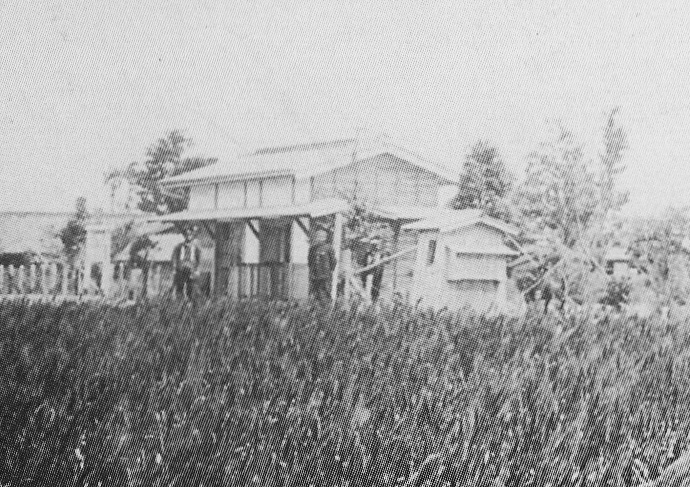
初代駅舎（1914年）
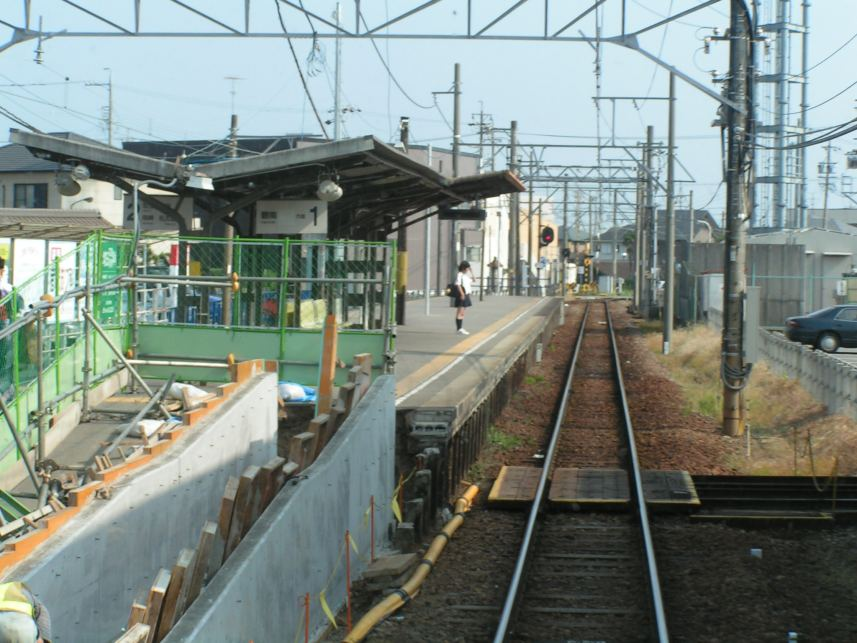
トランパス設置による工事（2005年8月）

## 駅構造
島式1面2線の地上駅で、駅集中管理システム（管理駅は知立駅）が導入された無人駅である。当駅では列車は右側通行となる。
| 番線 | 路線              | 方向 | 行先     |
| ---- | ----------------- | ---- | -------- |
| 1    | MU 三河線（海線） | 上り | 碧南ゆき |
| 2    | MU 三河線（海線） | 下り | 知立ゆき |

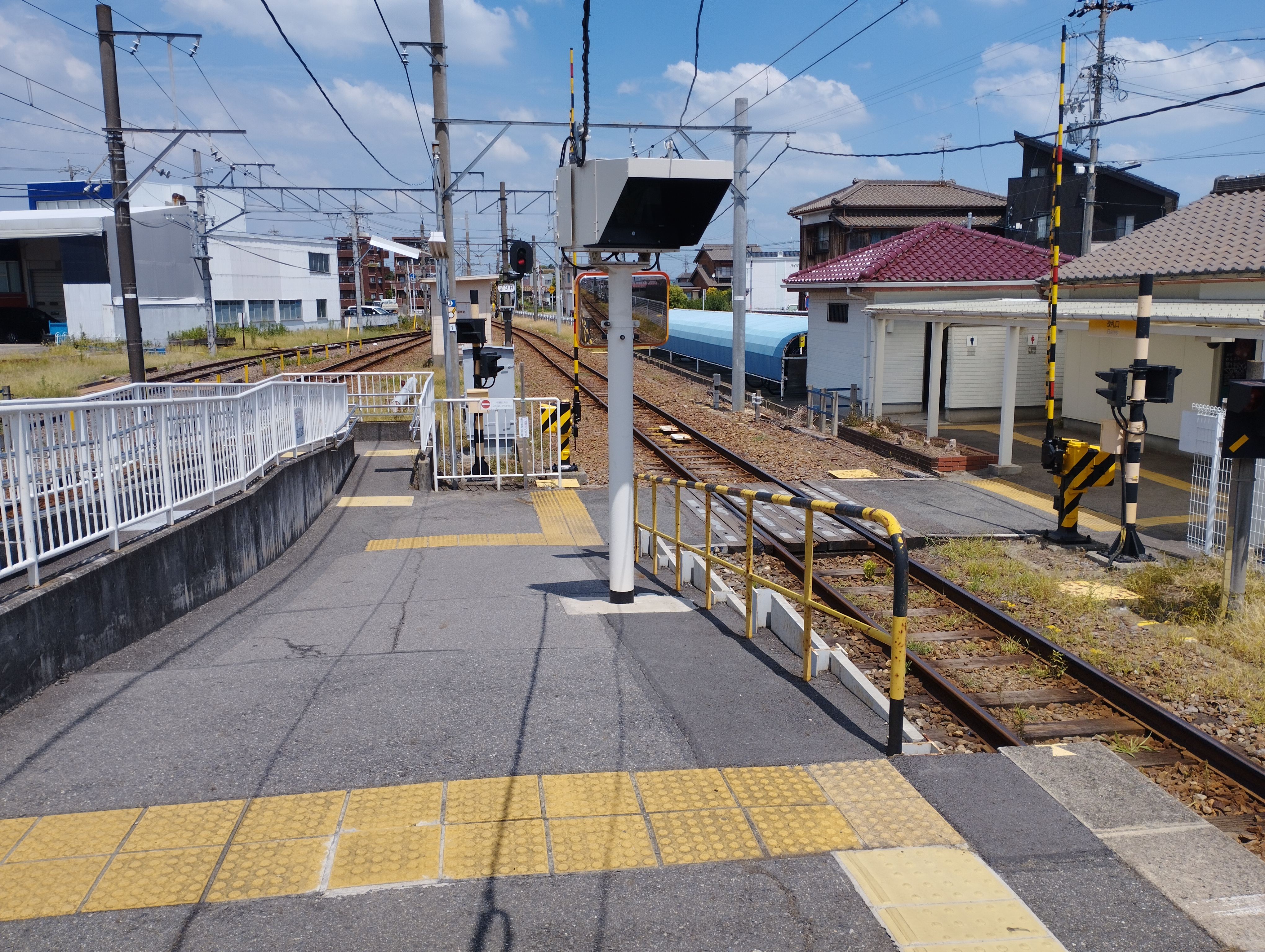
構内踏切
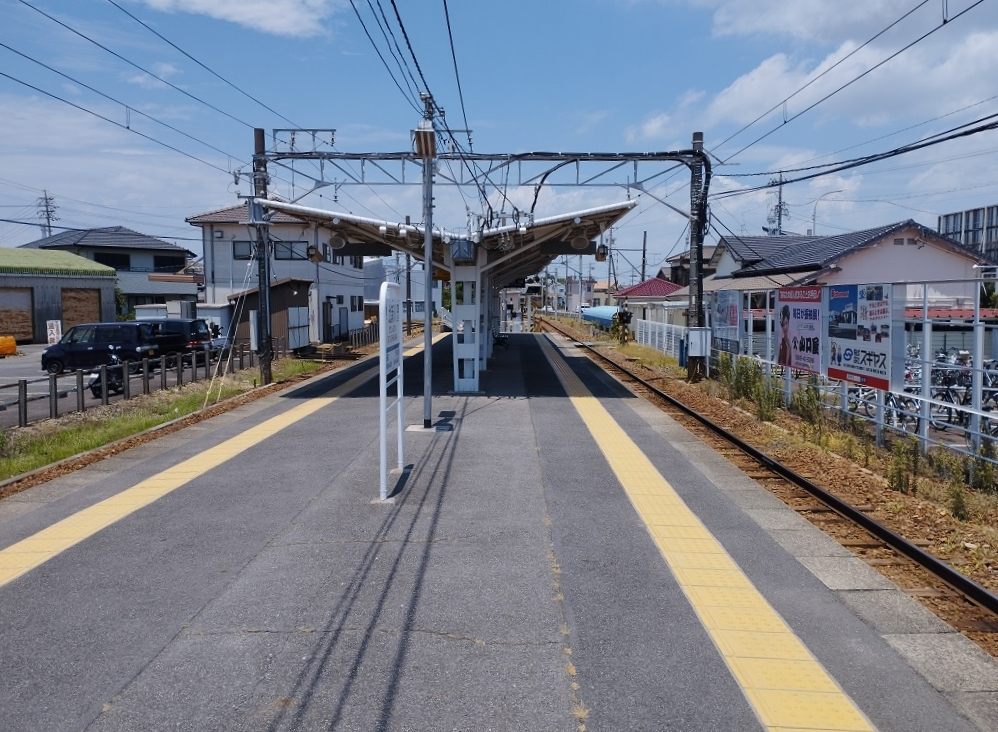
ホーム
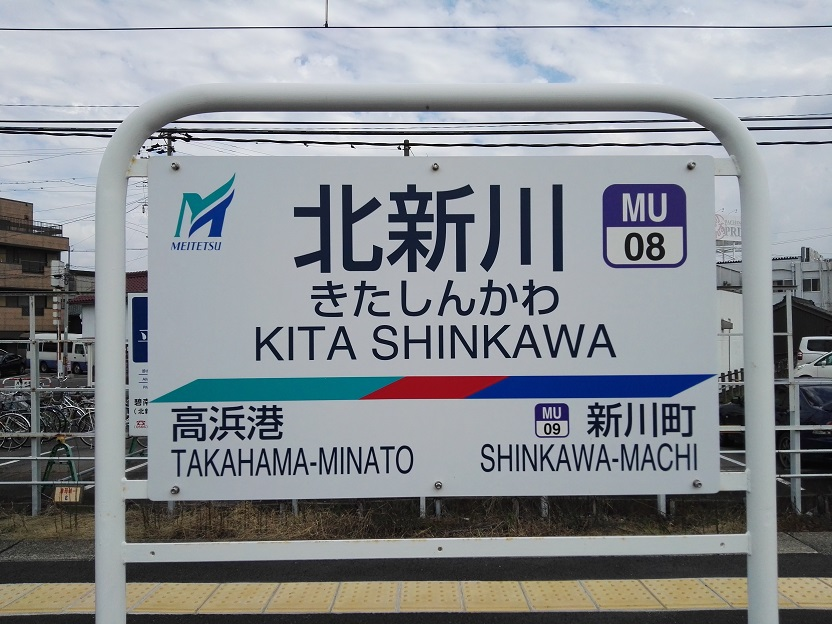
駅名標

### 配線図
| ← 刈谷・ 知立方面 | 北新川駅 構内配線略図 | → 碧南方面 |
| 凡例 出典:        |                       |            |

## 利用状況
- 『名鉄120年：近20年のあゆみ』によると2013年度当時の1日平均乗降人員は3,032人であり、この値は名鉄全駅（275駅）中141位、 三河線（23駅）中15位であった[11]。
- 『名古屋鉄道百年史』によると1992年度当時の1日平均乗降人員は3,046人であり、この値は岐阜市内線均一運賃区間内各駅（岐阜市内線・田神線・美濃町線徹明町駅 - 琴塚駅間）を除く名鉄全駅（342駅）中139位、 三河線（38駅）中12位であった[12]。
- 『愛知県統計年鑑』によると1日の平均乗車人員は、2006年度1,351人、2007年度1,378人である。
- 『碧南の統計』『移動等円滑化取組報告書』によると、近年の1日平均乗降人員は下表のとおりである[13][14]。

| 年度                | 1日平均 乗降人員 |
| ------------------- | ---------------- |
| 2009年（平成21年）  | 2,696            |
| 2010年（平成22年）  | 2,715            |
| 2011年（平成23年）  | 2,786            |
| 2012年（平成24年）  | 2,934            |
| 2013年（平成25年）  | 3,032            |
| 2014年（平成26年）  | 2,987            |
| 2015年（平成27年）  | 3,051            |
| 2016年（平成28年）  | 3,072            |
| 2017年（平成29年）  | 3,144            |
| 2018年（平成30年）  | 3,144            |
| 2019年（令和 元年） | 3,246            |
| 2020年（令和02年）  | 2,515            |
| 2021年（令和03年）  | 2,671            |
| 2022年（令和04年）  | 2,852            |
| 2023年（令和05年）  | 3,000            |

## 駅周辺

### 主な施設
- 碧南市民図書館
- 碧南市芸術文化ホール（エメラルドホール・シアターサウス）
- 愛知県立碧南工科高等学校
- 碧南市哲学たいけん村無我苑
- 油ヶ渕花しょうぶ園
- 愛知つばめ交通碧南営業所
- 碧南市明石公園

### バス路線
- くるくるバス（コミュニティバス）みどりコース・あおコース
  - 碧南市からの委託により、バス会社が運行する運賃無料の市内巡回バス

### その他
北新川駅南方の新川町7号踏切に残る地蔵尊標柱。標柱には「き志ゃにちゆいすべし」「大正十五年八月建之」とある。

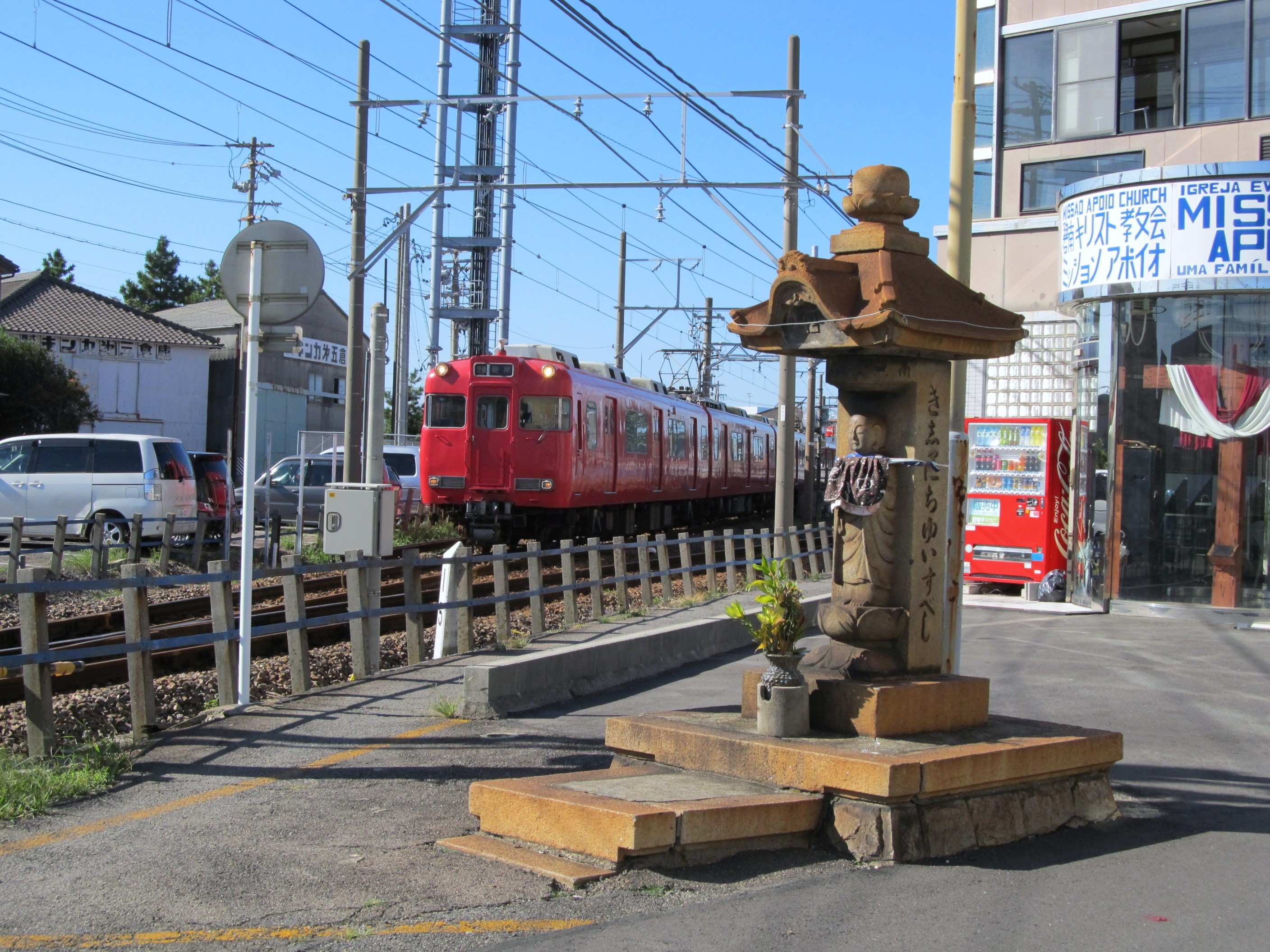
踏切安全地蔵

## 隣の駅
名古屋鉄道
MU 三河線（海線）
高浜港駅（MU07） - 北新川駅（MU08） - 新川町駅（MU09）